# Cuzance
Cuzance é uma comuna francesa na região administrativa de Occitânia, no departamento de Lot. Estende-se por uma área de 29,74 km². Em 2010 a comuna tinha 633 habitantes (densidade: 21,3 hab./km²).